# Fritillaire panachée
Euptoieta claudia
Espèce
La Fritillaire panachée (Euptoieta claudia) est une espèce de lépidoptères appartenant à la famille des Nymphalidae, à la sous-famille des Heliconiinae et au genre Euptoieta.

## Dénomination
Euptoieta claudia a été nommé par Pieter Cramer en 1775.
Synonyme :Papilio claudia Cramer, [1775] ; Euptoieta dodgei Gunder, 1927 ; Euptoieta fumosa Field, 1936 ; Euptoieta albaclaudia Field, 1936 .

### Noms vernaculaires
La fritillaire panachée se nomme en anglais Variegated Fritillary.

### Sous-espèce
- Euptoieta claudia claudia
- Euptoieta claudia daunius (Herbst, 1798)[1].

## Description
C'est un grand papillon à aile antérieure pointue et bord externe concave, au dessus orange plus foncé dans la partie basale, aux veines marron avec en bordure une double ligne marron et une ligne de points marron.
Le revers est orange plus clair avec de larges taches nacrées aux postérieures.

## Chenille
La chenille est rouge orangé avec des lignes blanches et six rangées d'épines noires.

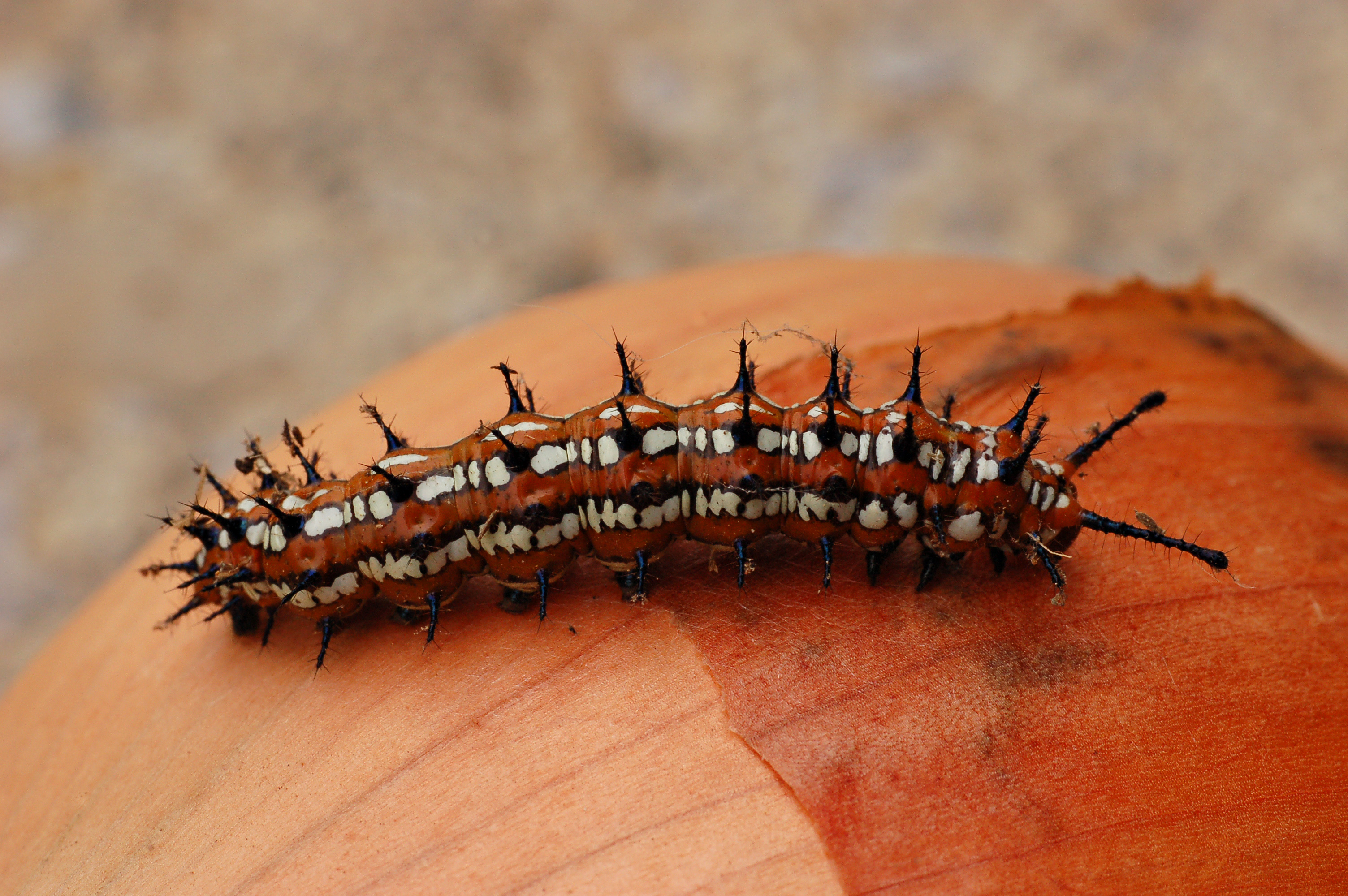
chenille
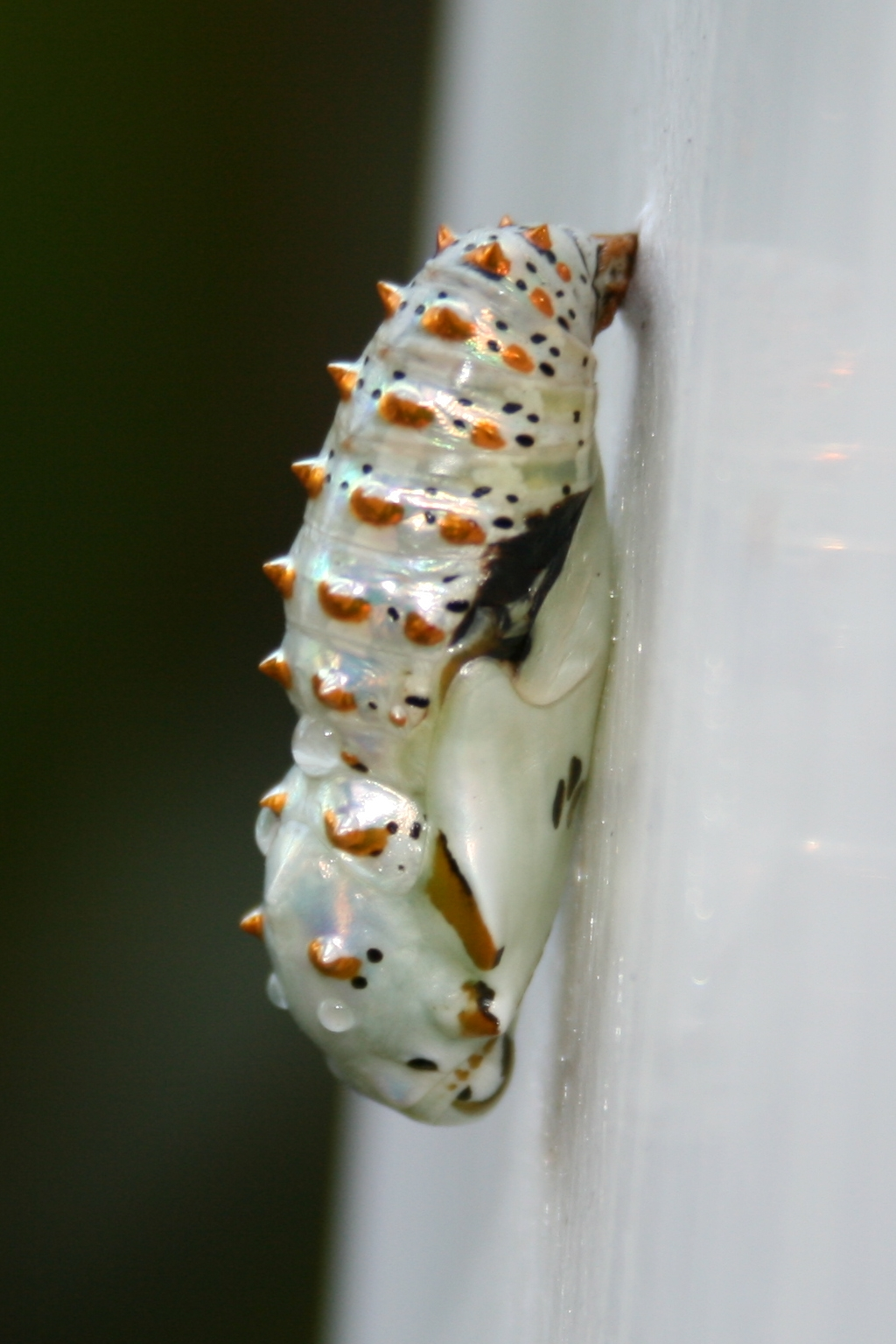
chrysalide

## Biologie

### Période de vol et hivernation
La fritillaire panachée vole en deux à trois générations dans le nord de son aire de répartition, quatre dans le sud.
Elle hiverne à l'état adulte (imago). C'est un migrateur reconnu au nord de son aire de répartition, au Canada.

### Plantes hôtes
Ses plantes hôtes sont nombreuses, dont des Viola et des passiflores.

## Écologie et distribution
La fritillaire panachée est présente dans toute l'Amérique du Nord, du sud du Canada au Mexique, dans l'ensemble des États-Unis sauf l'Alaska et l'État de Washington, à Cuba et à la Jamaïque pour la forme Euptoieta claudia claudia, ainsi que dans les montagnes d'Argentine,.
Il est migrateur au nord de son aire de répartition, jusque dans le nord du Canada.

### Biotope
Il réside en divers habitats ouverts.

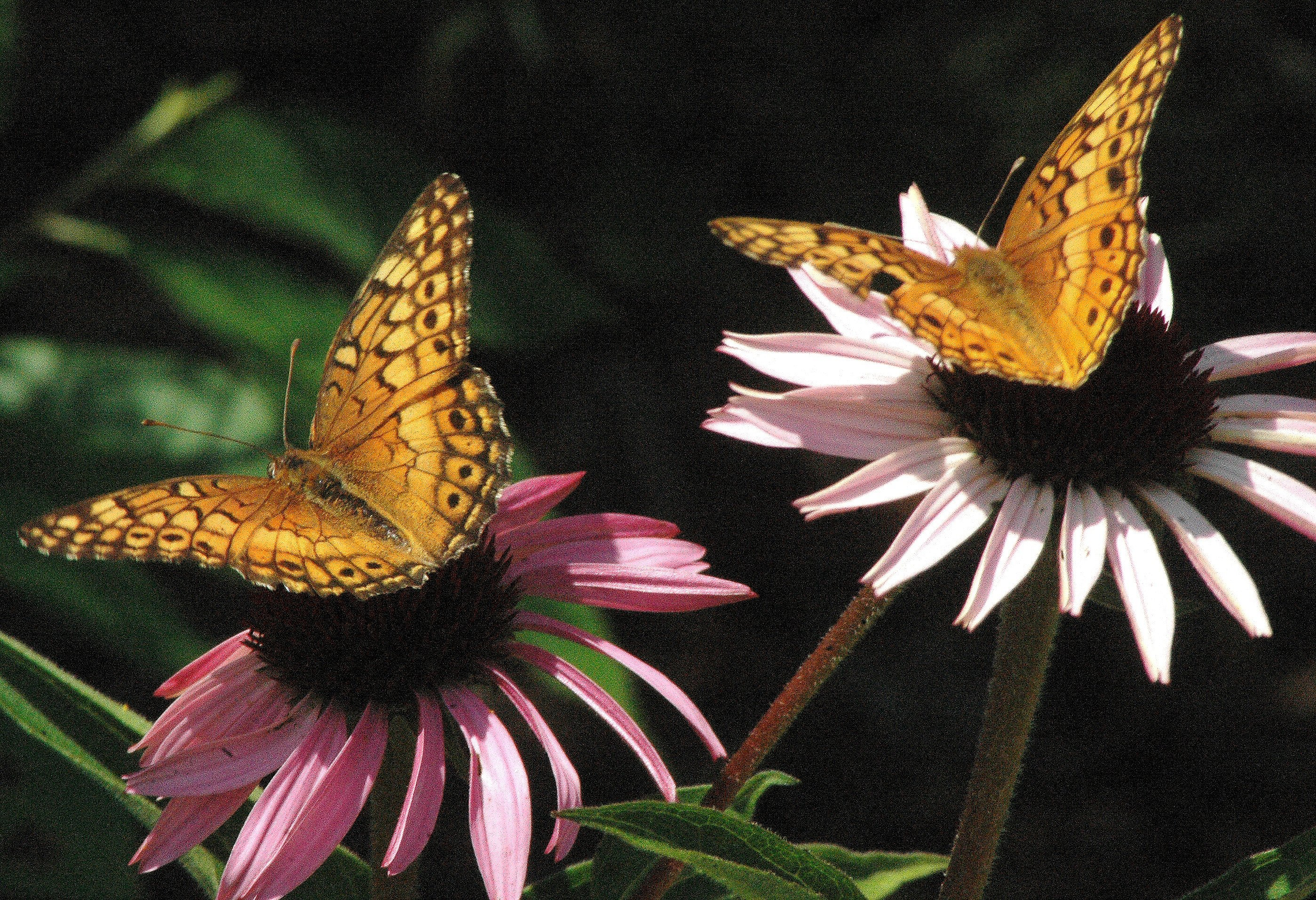
Fritillaire panachée

### Protection
Pas de statut de protection particulier.